# Заманалиф
Zamanälif (тат. Заманәлиф) или Заманалиф (современный алфавит) — современный татарский алфавит, основанный на европейских шрифтах. Термин происходит от словосочетания «современный алфавит». С 1928 года существует несколько вариантов татарского латинского алфавита, поэтому у каждой есть условное название: Яналиф (1928), Яналиф-2 (1999), Заманалиф (2003), Заманалиф-2 (2012, официальный).
Расширенный современный алфавит содержит такие диакритические буквы, как: â, ú, á, ó, é. Он известен как алфавит Заманалиф-1. Поскольку некоторые буквы написания Яналиф-2 отсутствуют во многих шрифтах, с 2003 по 2004 год администратор татарской Википедии Альберт Фазли начал активно использовать современный алфавит. Из-за чрезмерного количества диакритических букв в алфавите Заманалиф-1 татарстанские лингвисты в 2012 году представили Госсовету упрощённый вариант Заманалифа.
Упрощённый Заманалиф не имеет этих дополнительных диакритических букв, а используемые буквы помещаются в латинскую клавиатуру, что не вызывает серьёзных изменений татарской орфографии, аббревиатура Заманалиф-2 используется, чтобы избежать путаницы с предыдущей версией. В 2012 году Госсовет Татарстана официально утвердил этот алфавит. В настоящее время в татарской Википедии используется только татарский Заманалиф-2, и статьи, написанные на старом латинском языке, переводятся на этот стандарт. Заманалиф-2 соответствует общетюркскому алфавиту, и в татарском языке используются все буквы этого алфавита.

## Дополнительные диакритические буквы
Дополнительные диакритические буквы в современном алфавите:
Звук í Í — ый твёрдый звук «и», создаёт полный сингармонизм: a-ä, o-ö, u-ü, ı-e, í-i. Например: barmí, çístart, taríx, Fatíma.
И отдельные буквы для заимствований:
â Â — для заимствований из арабского языка. Например: сәлам = sälâm, имлә — imlâ.
ú Ú — долгий звук «у», для заимствований из русского языка. После гласного смягчает звук. Например: тюль = túl, люк = lúk.
á Á — долгий звук «а», для заимствований из русского языка. После гласного смягчает звук. Например: тягач = tágaç, Шаляпин = Şalápin, популяр = populár.
ó Ó — длинный звук «о» для заимствований из русского языка. После гласного смягчает звук. Например: щётка = şótka, Аксёнов = Aksónov
é É — долгий звук «э» для заимствований из русского языка. Например: энергия = énérgiä , мэр = mér , Бэлза = Bélza, эфир = éfir
При написании á, é, ó, ú знак ударения можно не ставить, и писать звуки a, e, o, u нужно как в русском языке с буквой ё.
Фактически, Заманалиф-2 — помещается в латинскую клавиатуру, а Заманалиф-1 содержит большое количество букв, но он изображает все заимствованные звуки, которые могут быть получены, и может использоваться для правильной транскрипции.

## Сравнительная таблица
| Порядковый номер | Заманалиф-1                                             | Заманалиф-2 (официальный)                              | Произношение                         |
| ---------------- | ------------------------------------------------------- | ------------------------------------------------------ | ------------------------------------ |
| 1                | A a                                                     | A                                                      | А                                    |
|                  | á популяр = populár                                     | ä популяр = populär                                    | русское заимствование я              |
| 2                | Ä ä                                                     | Ä ä                                                    | Ә                                    |
|                  | Â â сәлам = sälâm, имлә — imlâ                          | Ä ä сәлам = säläm, имлә — imlä                         | Арабское заимствование               |
| 3                | B b                                                     | B b                                                    | Б                                    |
| 4                | C c җәмгыять — cämğiät, Джон — John, Джакарта — Jakarta | C c җәмгыять — cämğiät, Джон — Con, Джакарта — Cakarta | Җ и иностранное заимствование Дж (J) |
| 5                | Ç ç                                                     | Ç ç                                                    | Ч (татарский и русский звук Ч)       |
| 6                | D d                                                     | D d                                                    | Д                                    |
| 7                | E e                                                     | E e                                                    | Э                                    |
|                  | É é энергия = énérgiä, мэр = mér                        | E e энергия = energiä, мэр = mer                       | русское заимствование Э              |
| 8                | F f                                                     | F f                                                    | Ф                                    |
| 9                | G g                                                     | G g                                                    | Г                                    |
| 10               | Ğ ğ                                                     | Ğ ğ                                                    | Гъ                                   |
| 11               | H h                                                     | H h                                                    | Һ                                    |
| 12               | İ i                                                     | İ i                                                    | И                                    |
| 13               | Í í бармый = barmí, икътисадый = íqtísadí               | ıy или i бармый = barmıy, икътисадый = iqtisadi        | Близко к звуку «и» твердому Ый.      |
| 14               | I ı ылыс — ılıs, посылка = posílka                      | I ı ылыс — ılıs, посылка = posılka                     | Ы (татарский и русский звук Ы)       |
| 15               | J j                                                     | J j                                                    | Ж                                    |
| 16               | K k                                                     | K k                                                    | К                                    |
| 17               | L l                                                     | L l                                                    | Л                                    |
| 18               | M m                                                     | M m                                                    | М                                    |
| 19               | N n                                                     | N n                                                    | Н                                    |
| 20               | Ñ ñ                                                     | Ñ ñ                                                    | Ң                                    |
| 21               | O o                                                     | O o                                                    | О (татарский и русский звук О)       |
|                  | ó Аксёнов = Aksónov                                     | ö Аксёнов = Aksönov                                    | русское заимствование Ё              |
| 22               | Ö ö                                                     | Ö ö                                                    | Ө                                    |
| 23               | P p                                                     | P p                                                    | П                                    |
| 24               | Q q                                                     | Q q                                                    | Къ                                   |
| 25               | R r                                                     | R r                                                    | Р                                    |
| 26               | S s                                                     | S s                                                    | С                                    |
| 27               | Ş ş                                                     | Ş ş                                                    | Ш                                    |
| 28               | T t                                                     | T t                                                    | Т                                    |
| 29               | U u                                                     | U u                                                    | У                                    |
|                  | ú тюль = túl, люк = lúk                                 | ü тюль = tül, люк = lük                                | русское заимствование Ю              |
| 30               | Ü ü                                                     | Ü ü                                                    | Ү                                    |
| 31               | V v                                                     | V v                                                    | В                                    |
| 32               | W w                                                     | W w                                                    | W                                    |
| 33               | X x                                                     | X x                                                    | Х                                    |
| 34               | Y y                                                     | Y y                                                    | Й                                    |
| 35               | Z z                                                     | Z z                                                    | З                                    |
|                  | ' тәэсир = tä'sir, актуаль = aktual                     | ' тәэсир = tä'sir, актуаль = aktual'                   | Хамза и ь (в конце слова)            |

## Правила
Следующие дифтонги в Заманалифе выглядят так:
- ия — iä, ие — ie, ию — iü. Примеры: ният — niät, тиеш — tieş, бию — biü.
- әү — äw, ау — aw. Примеры: эшләү — eşläw, карау — qaraw. Иностранные наименования: Клаус — Klaus, Аустерлиц — Austerlits.
- В Заманалифе большинство слов подчиняются сингармонизму: һәлакәт — häläkät, җинаять — cinäyät, сәламәт — sälämät, идарә — idärä и т. п.
- Сохраняется произношение слов, заимствованных из иностранных языков: конгресс — kongress, комитет — komitet, Уэльс — Wels, Мюнхен — Münxen, Вильгельм — Wilhelm.
- Последующие после согласного ya, yu, ye, yo, соответствуют русским ья, ью, ье, ьо(ё): Наталья — Natalya (не Наталя), Тьюринг — Tyuring (не Тюринг), Лавуазье — Lavuazye, Сьон — Syon (не Сён), последующие после гласного в русском я, ю, ё в Заманалифе определяется с помощью ä, ü, ö: Шаляпин: Şalyapin — не Шальяпин, а Şaläpin, dönya — не дөня, а дөнья.